# 微黄镰玉螺
微黄镰玉螺:132（学名：Euspira gilva）是玉螺科镰玉螺属的一种:132。

## 分佈
主要分布于中国大陆:132，常栖息在潮间带。